# SHIBUYAmusic tower
SHIBUYAmusic tower（しぶやみゅーじっくたわー）はニッポン放送で放送されていたラジオ番組。コミュニティFM放送のSHIBUYA-FMでもネットされていた。

## パーソナリティ
- 吉田尚記(ニッポン放送)
- 小島麻子(SHIBUYA-FM側)

## 放送時間
- ニッポン放送
  - 金曜21:00 - 21:50（2000年度ナイターオフ期）
  - 日曜21:30 - 22:00（2001年度ナイターシーズン期）[1]